# Gerald Koll
Gerald Koll (* 29. Mai 1966 in Kiel) ist ein deutscher Kulturjournalist, Autor und Filmemacher.

## Leben
Koll promovierte 1995 nach dem Studium der Literaturwissenschaften zum Thema Erotik im Stummfilm, speziell zur Rolle der Erotik in den Stummfilmen von Georg Wilhelm Pabst. Seit 1989 veröffentlicht er in Zeitungen, Magazinen, Enzyklopädien und Büchern. Daneben entstanden freie Texte. Seit 2000 entstanden Dokumentarfilme für Arte und 3sat, zunächst meist mit filmhistorischem Bezug. 2008 erfolgte sein Kinodebüt mit 88 – pilgern auf japanisch, 2011 erschien das Buch henro boke – Pilgern auf Japanisch. – Sein experimenteller Dokumentarfilm Ein Metjen nahmens Preetzen aus dem Jahr 2014 handelt von der letzten Hexenverbrennung in Kiel.
Koll lebt in Berlin.

## Filme
- 1998: Unter Gauchos. Kurzfilm, 18 min. D.
- 2000: Gefährliche Neigungen. 7 min. D (für Arte).
- 2000: Weekend am Wannsee. 30 min. D (für Arte).
- 2001: Ein Sonderling im Orient. Portrait über Franz Osten, 30 min. D (für Arte).
- 2001: Das Schweigen der Götter. Portrait über Theo Angelopoulos, 30 min. D (für 3sat)
- 2003: Deuteronomium. 3 min. D.
- 2004: Harry Piel – Der Entfesselte. 30 min. D (für Arte)
- 2007: Tapfere kleine Braut. 3 min. D.
- 2008: 88 – pilgern auf japanisch. 88 min. D (Verleih Salzgeber Medien).
- 2008: All Together Now – Graz. 90 min. In Kooperation mit Meg Stuart / Damaged Goods. D/B.
- 2009: All Together Now – Brüssel. 90 min. In Kooperation mit Meg Stuart / Damaged Goods. D/B.
- 2014: Ein Metjen nahmens Preetzen. 89 min. D.
- 2015: Alpen-Galopp. 3 min. D.
- 2016: Der lesende Mann. 5 min. D/J.
- 2017: In der Puppenstube der tiefe Wald. 10 min. D.

## Schriften

### Bücher
- Pandoras Schätze, Diskurs-Film-Verl. Schaudig und Ledig, München 1998.
- Kiel auf Sand, Umtrieb-Verlag, Kiel 2004.
- Jakobsbriefe (mit Rainer Klehn), Umtrieb-Verlag, Kiel 2005.
- henro boke – Pilgern auf Japanisch, edition korrespondenzen, Wien 2011.

### Buchbeiträge
- Say Fuck me. In: Eckhard Pabst (Hrsg.),A strange world. Das Universum des David Lynch, Verlag Ludwig, Kiel 1999.
- Unheimliche Heimat – Die Nero-Filme von G.W. Pabst. In: M wie Nebenzahl, edition text + kritik, Hamburg 2002.
- Pas de Deux mit Dubarry. In: Alliierte für den Film, Verlag edition text + kritik. Hamburg 2004.
- Bocksgesänge. In: Das Berliner Kneipenbuch, Berlin Verlag, Berlin 2006.
- Das Medium des Pathologen. In: Louise Brooks, Filmarchiv Austria, Wien 2006.
- Sissis Striptease. In: Romy Schneider, Filmarchiv Austria, Wien 2008.

### Magazinbeiträge und Feuilletons
- Spiel mit Stil mit Steed und Peel (blimp 37, 1997).
- Die Kunst, den Stock aufzusetzen (FAZ, 16. August 2007).
- Entflieh’n auf Kähnen (FAZ, 13. Dezember 2007)
- Berliiin ! (film-dienst, 24/2007).
- Grenzgänge (Einblick. Beiträge zum Bundesrat 1/2008).
- Der Kinarch ohne Eigenschaften. Anmerkungen zu Walter Ruttmann (film-dienst 26/2008).
- Kluge contre Berling (Hétérographe, Lausanne 2010).
- Wem die letzte Stunde schlägt (FAZ, 20. Februar 2014).
- Allein in den Alpen (FAZ, 1. September 2016).
- Himmel und Hölle am Huayhuash (FAZ, 2. Februar 2017).